# World Demise
World Demise er det fjerde album af det amerikanske dødsmetal-band Obituary, som blev udgivet i 1994 gennem Roadrunner Records. I 1998 blev albummet genudgivet som en gulddisk med 4 bonusspor. World Demise indeholder også deres første videohit "Don't Care".

## Spor
1. "Don't Care" – 3:08
2. "World Demise" – 3:43
3. "Burned In" – 3:32
4. "Redefine" – 4:39
5. "Paralyzing" – 4:57
6. "Lost" – 3:59
7. "Solid State"– 4:38
8. "Splattered" – 4:15
9. "Final Thoughts" – 4:08
10. "Boiling Point" – 3:10
11. "Set in Stone" – 4:52
12. "Kill for Me" (Obituary) – 6:01

### Bonusspor på 1998 genudgivelsen
1. "Killing Victims Found" (Obituary) – 5:05
2. "Infected [Live]" (Obituary) – 5:00
3. "Godly Beings [Live]" (Obituary) – 2:01
4. "Body Bag [Live]" (Obituary) – 5:59